# Core Audio
Core Audio è un insieme di API sviluppate da Apple per gestire il sottosistema audio del sistema operativo macOS utilizzato dai computer Macintosh
Nella documentazione Apple di Core Audio è scritto: "Durante la creazione della nuova architettura del Mac OS X, Apple decise di puntare a due obiettivi della gestione dell'audio. Il primo obiettivo era un'alta qualità dell'audio, la miglior resa audio mai provata dagli utenti Macintosh. Il secondo obiettivo era consentire agli sviluppatori di integrare la loro gestione dell'audio con la gestione MIDI."
Core Audio separa totalmente la riproduzione dell'audio dalla sua gestione, consentendo al programmatore di gestire i flussi audio con il numero di campioni e la risoluzione che ritiene più appropriata, sarà poi compito del sottosistema audio adattare il flusso audio alle reali capacità dell'hardware.
Core Audio permette di gestire i flussi audio in modo da consentire a un programma di accettare in ingresso l'audio generato da un altro programma. Il programma potrà a sua volta elaborare l'audio e poi inviare il flusso audio verso un terzo programma per ulteriori elaborazioni. Tutto questo viene eseguito in tempo reale e quindi consente agli utenti di utilizzare più programmi contemporaneamente per la realizzazione delle proprie musiche.